# Damages
Damages è una serie televisiva statunitense con protagoniste Glenn Close e Rose Byrne.
Negli Stati Uniti la serie è andata in onda per cinque stagioni dal 24 giugno 2007 al 12 settembre 2012: le prime tre sul canale FX, le ultime due su Audience Network della televisione satellitare DirecTV.
In Italia le prime tre stagioni sono state trasmesse in prima visione assoluta dal canale AXN; in chiaro ha debuttato su Canale 5, ma la trasmissione è in seguito passata al canale TOP Crime che l'ha proposta anche in prima serata trasmettendo poi la quarta e la quinta stagione in prima visione assoluta.
La canzone della sigla è When I Am Through With You eseguita dal gruppo The VLA.
Al centro della storia, ambientata nella città di New York, c'è il rapporto conflittuale di due donne forti e determinate: lo spietato squalo di tribunale Patty Hewes (Glenn Close), pronta a tutto pur di vincere una causa, e la giovane Ellen Parsons (Rose Byrne), neolaureata che viene assunta nello studio "Hewes & Associati".
Damages si caratterizza per i continui colpi di scena, per la struttura narrativa non lineare ricca di flashback e flashforward, per la trama a lungo termine che caratterizza ogni stagione e l'intera serie televisiva e per le abilità del suo cast; oltre a Glenn Close, nominata otto volte al Premio Oscar, la serie ha ospitato artisti pluripremiati: Željko Ivanek, Ted Danson, il Premio Oscar William Hurt, il Premio Oscar Marcia Gay Harden, Lily Tomlin, John Goodman e Ryan Phillippe. Per questi motivi il telefilm è stato acclamato dalla critica, ha ricevuto diversi premi e nomination e viene considerato uno dei migliori show del panorama televisivo.

## Trama
In ogni singola stagione viene affrontato un diverso caso. Nella prima stagione viene presentato il caso del magnate truffatore Arthur Frobisher (Ted Danson). Nella seconda stagione Patty si batte con Daniel Purcell (William Hurt) contro la UNR - energie alternative di Walter Kendrick. Nella terza viene presentata la truffa finanziaria della famiglia Tobin. La quarta si concentra sulla società privata di servizi militari High Star Security Corp. guidata da Howard T. Erickson (John Goodman). Nella quinta il caso riguarda Channing McClaren (Ryan Phillippe), la cui fondazione mette in piazza gli scheletri delle grandi compagnie finanziarie e del Governo. In ogni stagione, oltre ai casi, lo spettatore assiste all'evoluzione dell'intricata relazione che lega le due protagoniste che, talvolta, porta a conseguenze negative.

### Prima stagione
New York, USA. Una donna, coperta di sangue e seminuda, si aggira per le strade della città in pieno stato confusionale e viene fermata dalla polizia. La ragazza si rifiuta di parlare, ma ecco che parte un flashback di sei mesi prima e si fa la conoscenza "ufficiale" della ragazza: si chiama Ellen Parsons (Rose Byrne), è una neolaureata in legge e sta per firmare un redditizio contratto per lo studio legale gestito da Hollis Nye (Philip Bosco), ma Ellen ha un ripensamento in quanto ha ottenuto un colloquio presso il prestigioso studio legale "Hewes & Associati", gestito dalla famosa Patty Hewes (Glenn Close), un brillante avvocato noto per i suoi successi e per la sua fermezza. Ellen ha un colloquio con il braccio destro di Patty, Tom Shayes (Tate Donovan), il quale rimane subito colpito dall'intuito brillante della ragazza e le fissa un colloquio per il sabato successivo, ma quel giorno Ellen ha il matrimonio della sorella e, quindi, non vi si reca. Al matrimonio, Ellen ed il suo fidanzato, un giovane medico di nome David Connor (Noah Bean), ricevono la visita di Patty che, colpita dalla decisione della ragazza di aver preferito la famiglia alla carriera, decide di assumerla.
Lo studio di Patty si è preso l'onere di difendere ben 5.000 ex-azionisti rimasti in bancarotta a causa di una presunta truffa compiuta dal proprietario delle azioni, il magnate Arthur Frobisher (Ted Danson). Frobisher è difeso dall'abile avvocato Ray Fisk (Željko Ivanek) che aiuta Arthur a nascondere le sue truffe; infatti, ciò di cui è convinta Patty e motivo per cui indaga senza sosta, è la teoria secondo cui, il weekend del 18 giugno 2002, a Palm Beach in Florida, Frobisher si sia incontrato con un agente di borsa il quale gli avrebbe soffiato il prossimo tracollo delle azioni consigliandogli di venderle e salvandolo così dalla bancarotta senza curarsi di tutti gli azionisti coinvolti.
Nel presente, intanto, si scopre che nell'appartamento di Ellen c'è un cadavere e segni di colluttazione; il corpo è quello di David Connor. Di nuovo sei mesi prima, Ellen scopre che Katie Connor (Anastasia Griffith), sorella di David e di professione chef, sta aprendo un ristorante finanziata proprio da Frobisher e questo perché, nel weekend cruciale del 2002, gestì un catering per il magnate e che potrebbe, quindi, essere una potenziale testimone dell'episodio cruciale che incastrerebbe Frobisher. Si scopre in seguito, che è proprio questo legame di Ellen con Katie il motivo della sua assunzione nello studio e così Patty, facendo eliminare il cane di Katie imputandone l'origine quale atto intimidatorio di Frobisher, ottiene che la donna testimoni. Si sviluppa dunque su questo doppio binario la prima stagione della serie con crescenti rivelazioni nel presente e a ciò che ha portato Ellen a vagare coperta di sangue per New York e nel passato per seguire da vicino l'evolversi del processo Frobisher; le conseguenze e le rivelazioni saranno sempre più sorprendenti in un complicato gioco ad incastro in cui nessuno è meritevole di fiducia e dove tutti camminano sul doppio filo della legalità e dell'immoralità.

### Seconda stagione
La serie riparte con Patty Hewes di nuovo impegnata in un caso di alto profilo. Questa volta Patty lotta contro un gigante delle energie alternative, la UNR, guidata da Walter Kendrick. Tutto comincia quando Daniel Purcell (William Hurt) si rivolge allo studio di Patty per denunciare l'uso, da parte della UNR, di un composto chimico, l'Aracide, che secondo gli esami da lui condotti commissionati dall'UNR stessa, hanno dimostrato la sua alta tossicità. Purcell racconta di intere mandrie della West Virginia uccise dall'uso del composto in agricoltura. Purcell diventa il testimone chiave della battaglia legale di Patty contro Kendrick, ma lui ritratta quando la moglie viene aggredita e uccisa. Purcell conosce molto bene Patty, insieme hanno avuto un figlio, Michael (Zachary Booth), che adesso ha 18 anni e sta per andar al college. Ellen, nonostante sappia bene che Patty ha cercato di farla uccidere, continua a lavorare con lei per riuscire a fornire all'FBI le prove che possano incastrarla. Patty trova un collegamento tra Kendrick e un certo Finn Garrity, un broker che riesce a guadagnare ingenti fortune speculando sui futures energetici, il cui valore aumenta o diminuisce in seguito ai blocchi dell'erogazione dell'energia eseguiti ad arte dalla compagnia di Kendrick. Attraverso Garrity, Patty riesce a capire il gioco di Kendrick di manipolare il mercato energetico a vantaggio della sua società, la terza fornitrice mondiale di energia. Patty riesce a incastrare Kendrick e inchiodarlo alle sue responsabilità, usando abilmente ogni pezzo dello scacchiere a proprio vantaggio, in un complesso gioco di manipolazione al limite della legalità. sul lato privato Patty scopre il tradimento del marito e divorzia, mentre il figlio Michael viene cacciato di casa per aver iniziato una relazione con Jill, una gallerista molto più matura di lui, che lo appoggia nel suo progetto di lasciare gli studi e dedicarsi alla pittura. Patty tenta di dissuaderlo tagliandogli i viveri ma il ragazzo le dice una dura verità: chiunque si avvicina troppo a lei o l'allontana o muore.

### Terza stagione
La terza stagione si rifà alla cronaca recente, coinvolgendo Patty Hewes in una causa contro la famiglia Tobin. Al centro c'è una truffa finanziaria sul modello dello schema Ponzi, che permette ai primi coinvolti nella truffa di avere alti profitti a scapito delle successive vittime. Su questo modello si fonda la truffa multimilionaria di Bernard Madoff, ex presidente del NASDAQ, che ha coinvolto nella sua rete sia istituti finanziari che piccoli investitori e che così diventa l'ispiratore della figura di Louis Tobin che la sera del Ringraziamento, avverte la sua famiglia dell'imminente suo arresto. Tobin verrà processato penalmente dall'ufficio del Procuratore Generale, per cui adesso lavora Ellen Parsons. Patty si occupa invece di trovare i soldi che Tobin ha nascosto, per restituirli alle vittime della truffa. Ad aiutare Patty c'è anche Tom, che ha un grande incentivo a trovare i soldi perché ha investito e perso tutti i risparmi a causa di Tobin; inoltre Tom ha molte spese da sostenere, infatti oltre le scuole private per la figlia, aiuta finanziariamente anche i propri genitori e quelli della moglie. Joe Tobin, interpretato da Campbell Scott, non era a conoscenza della truffa ordita dal padre e vorrebbe dapprima aiutare Patty a trovare i soldi ma quando tutti i beni della famiglia vengono congelati e messi all'asta per restituirli alle vittime, decide di accettare i consigli dell'avvocato di famiglia, Leonard Winstone (Martin Short), e di fare in modo di recuperare i soldi di famiglia nascosti in banche estere, e così mantenere l'alto tenore di vita a cui i Tobin sono abituati. Louis Tobin ha usato Danielle Marchetti e la figlia che lei ha avuto da Joe per trasportare i soldi all'estero, grazie al fatto che la ragazza fa l'hostess. Patty riesce a mettersi sulle tracce dei soldi e scoprire come sempre tutto. Ma ogni cosa ha un prezzo e Tom viene ucciso da Joe Tobin, quando ormai ogni cosa sta per venire a galla. Ellen aiuta Tom e Patty nel caso in maniera decisiva. Patty dopo il divorzio dal marito e la cacciata di casa del figlio per la relazione con una donna più matura di lui avvenuto nella scorsa serie, adesso lotta affinché il figlio Michael lasci la ultra-trentenne Jill, da cui aspetta un figlio. Patty dà dei soldi alla donna che li accetta facendosi beffe di Patty, perché nonostante la promessa fatta a Patty rimane con Michael. La vendetta di Patty non si fa attendere e manda Jill in carcere grazie a analisi fatte al feto, da dove è chiaro che ha concepito il bambino quando Michael era ancora minorenne. Arthur Frobisher cerca redenzione per quanto ha fatto, si dedica a progetti ambientalisti e scrive un libro da cui un importante attore di Hollywood vuole trarre un libro. Wess (Timothy Olyphant) nella precedente serie aveva avvicinato Ellen per scoprire cosa sapesse del coinvolgimento di Rick, il poliziotto che le aveva ucciso il fidanzato per conto di Arthur Frobisher; Wess si è innamorato di Ellen e per proteggerla da Rick lo uccide. Wess vuole chiudere il cerchio e decide di punire anche il mandante dell'omicidio di David e così denuncia Frobisher; finisce lui stesso in carcere per la morte di Rick.

### Quarta stagione
La quarta stagione si svolge oltre due anni dopo la terza, anni in cui Patty ed Ellen non hanno più lavorato assieme ma hanno comunque mantenuto i contatti.
Ellen lavora per un altro studio legale ma nutre ambizioni di creare un proprio studio e, proprio per questo, cerca un caso di rilievo per farsi un nome pubblicamente
Patty fa il solito lavoro ma si deve barcamenare con il per lei difficile ruolo di nonna in quanto, rotti i rapporti con il figlio, questo se n'è andato lasciandole la nipotina di circa tre anni.
Il caso che guida la quarta stagione è relativo a una controversa società privata, la High Star Security Corp., guidata dal potente Howard T. Erickson (John Goodman) che ha fatto fortuna ottenendo contratti di fornitura di servizi di tipo militare per il governo statunitense e che dispone di influenti agganci con il Congresso e le alte sfere del potere.
Non a caso la High Star dispone di un piccolo esercito, costituito da ex militari e modernamente armato, che viene utilizzato per compiti speciali ufficialmente sempre nei limiti consentiti dalla legge ma, come si vede fin dalla prima puntata, anche segreti ed illegali.
Ad attirare l'attenzione di Ellen e Patty è infatti la crisi del soldato Chris Sanchez (Chris Messina), un militare esperto che al comando una squadra della High Star perde tutti i suoi compagni ed amici in una missione illegale in Afghanistan. Proprio in Sanchez, Ellen vede la chiave per arrivare a Howard T. Erickson e al sistema di intrighi, corruttele e delitti che esiste tra Washington D.C. e la High Star.

### Quinta stagione
Ispirandosi a WikiLeaks e alla figura di Julian Assange la quinta stagione tratta il delicato tema della trasparenza con cui operano Governi, aziende ed organizzazioni e del modo in cui la continua evoluzione dei mezzi e delle tecnologie dell'informazione e della comunicazione plasma la diffusione e lo scambio di informazioni.
Quando Naomi Walling (Jenna Elfman) si rivolge a Rutger Simon (John Hannah) e al genio dei computer Channing McClaren (Ryan Phillippe), fondatore di un Sito web che smaschera i comportamenti disonesti di aziende e governi, per denunciare l'agire scorretto della Banca d'affari in cui lavora, nasce il caso che mette le due protagoniste ancora una volta in guerra l'una contro l'altra. Ellen, dopo aver aperto il proprio studio legale e assunto una vecchia conoscenza di Patty, Kate Franklin (Janet McTeer), decide di difendere Channing McClaren e la sua fondazione dalle accuse della figlia di Naomi Walling, Rachel Walling (Alexandra Socha), rappresentata in tribunale proprio da Patty Hewes. Sia Patty che Ellen sono disposte a ricorrere a qualsiasi mezzo, anche illegale, pur di vincere contro la propria avversaria: questi comportamenti porteranno a conseguenze drammatiche.

## Episodi
| Stagione         | Episodi | Prima TV USA | Prima TV in italiano |
| ---------------- | ------- | ------------ | -------------------- |
| Prima stagione   | 13      | 2007         | 2008                 |
| Seconda stagione | 13      | 2009         | 2009                 |
| Terza stagione   | 13      | 2010         | 2010                 |
| Quarta stagione  | 10      | 2011         | 2012                 |
| Quinta stagione  | 10      | 2012         | 2013                 |

## Personaggi e interpreti

### Personaggi principali
- Patricia "Patty" Hewes (stagioni 1-5), interpretata da Glenn Close, doppiata da Melina Martello.
- Ellen Parsons, (stagioni 1-5) interpretata da Rose Byrne, doppiata da Stella Musy.
- Tom Shayes (stagioni 1-3), interpretato da Tate Donovan, doppiato da Vittorio De Angelis.
- Arthur Frobisher (stagioni 1-3), interpretato da Ted Danson, doppiato da Saverio Indrio.
- Ray Fiske (stagione 1, guest 2-3), interpretato da Željko Ivanek, doppiato da Gaetano Varcasia.
- David Connor (stagione 1, guest 2-3, 5), interpretato da Noah Bean, doppiato da David Chevalier.
- Katie Connor (stagione 2, ricorrente 1), interpretata da Anastasia Griffith, doppiata da Laura Facchin.
- Claire Maddox (stagione 2), interpretata da Marcia Gay Harden, doppiata da Angiola Baggi.
- Daniel Purcell (stagione 2), interpretato da William Hurt, doppiato da Roberto Pedicini.
- Wes Krulik (stagione 2, guest 3), interpretato da Timothy Olyphant, doppiato da Mauro Gravina.
- Joseph Tobin (stagione 3), interpretato da Campbell Scott, doppiato da Francesco Prando.
- Leonard Winstone (stagione 3), interpretato da Martin Short, doppiato da Luca Biagini.
- Howard T. Erickson (stagione 4), interpretato da John Goodman, doppiato da Paolo Marchese.
- Jerry Boorman (stagione 4), interpretato da Dylan Baker, doppiato da Antonio Sanna.
- Channing McClaren (stagione 5), interpretato da Ryan Phillippe, doppiato da Emiliano Coltorti.

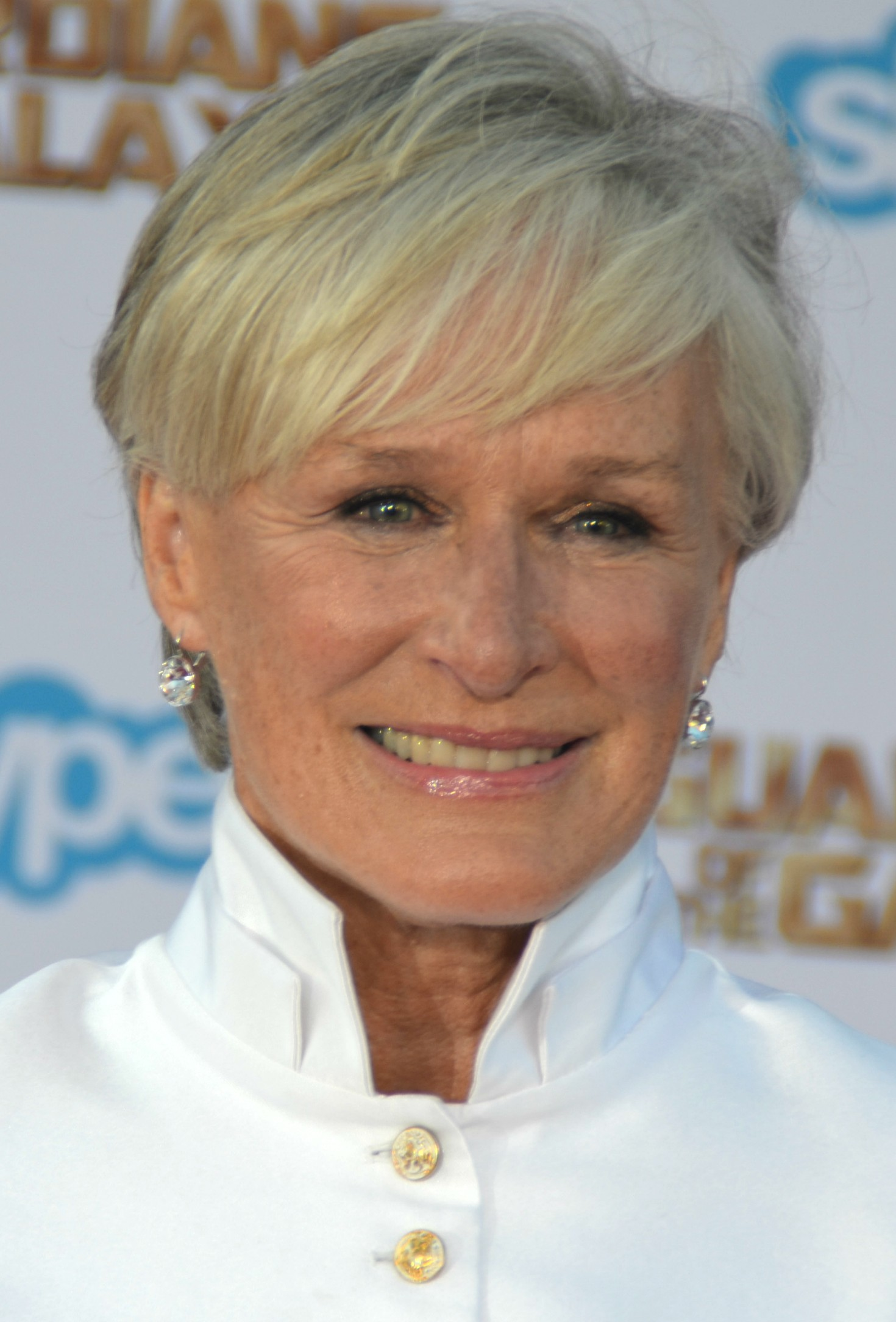
Glenn Close interpreta Patty Hewes
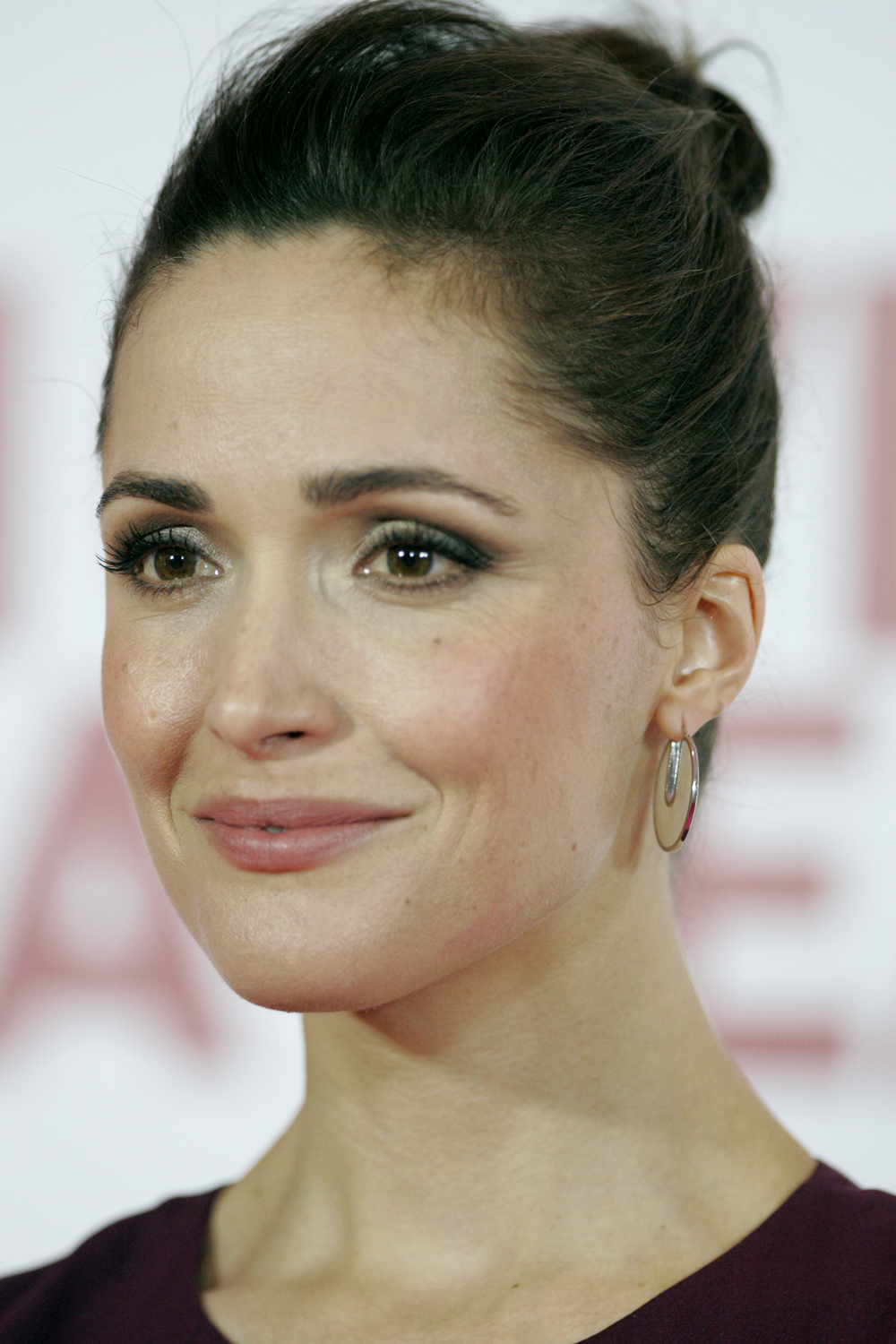
Rose Byrne interpreta Ellen Parsons
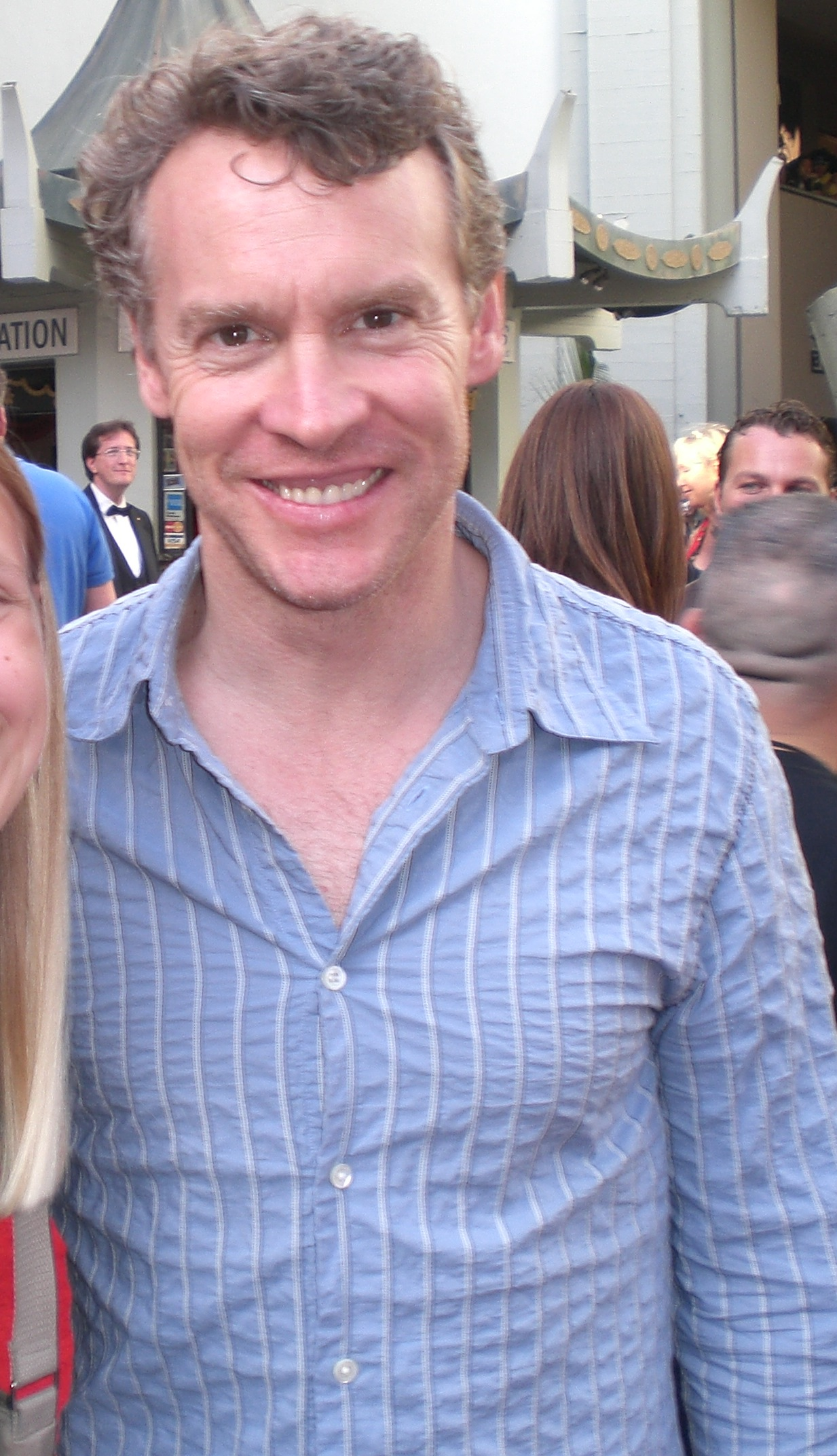
Tate Donovan interpreta Tom Shayes
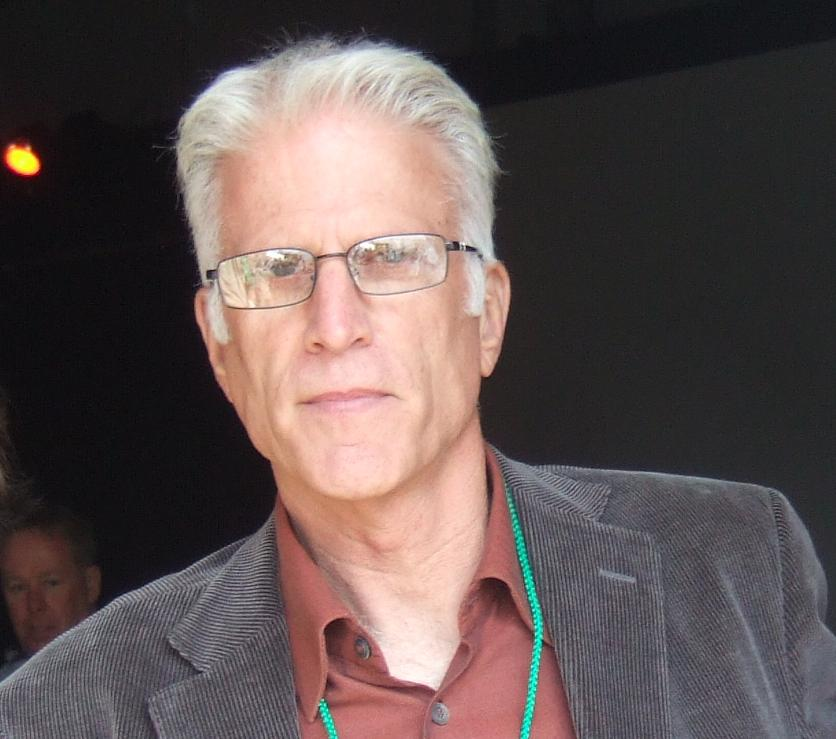
Ted Danson interpreta Arthur Frobisher

### Personaggi secondari
- Michael Hewes (stagioni 1-5), interpretato da Zachary Booth.
- Phil Grey (stagioni 1-4), interpretato da Michael Nouri.
- Perry, l'usciere (stagioni 1-4), interpretato da Todd A. Kessler.
- Zio Pete (stagioni 1-3), interpretato da Tom Aldredge.
- Deniece Parsons (stagioni 1-3, 5), interpretata da Debra Monk.
- Hollys Nye (stagioni 1-2), interpretato da Philip Bosco.
- Agente L.J. Werner (stagioni 1-2), interpretato da Glenn Kessler.
- Uomo con la barba/Det. Rick Messer (stagioni 1-2), interpretato da David Costabile.
- Agente Randall Harrison (stagioni 1-2), interpretato da Mario Van Peebles.
- Det. Dan Williams (stagioni 1, 5), interpretato da Casey Siemaszko.
- Det. Rosario Ortiz (stagioni 1, 5), interpretata da Maya Davis.
- Andrew Vida (stagione 1), interpretato da Donnie Keshawarz.
- George More (stagione 1), interpretato da Peter Riegert.
- Felicia Marquand (stagione 1), interpretata da Marlyne Barrett.
- Gregory Malina (stagione 1), interpretata da Peter Facinelli.
- Lila DiMeo (stagione 1), interpretata da Carmen Goodine.
- Larry Popler (stagione 1), interpretato da Victor Arnold.
- Karen Gonzales (stagione 1), interpretata da Saundra Santiago.
- Marshall Phillips (stagione 1), interpretato da Garret Dillahunt.
- Malcolm (stagioni 2-3), interpretato da Michael Pemberton.
- Jill Burnham (stagioni 2-3), interpretata da Wendy Moniz.
- Det. Victor Huntley (stagioni 2-4), interpretato da Tom Noonan.
- Walter Kendrick (stagione 2), interpretato da John Doman.
- Dave Pell (stagione 2), interpretato da Clarke Peters.
- Il Diacono (stagione 2), interpretato da Darrell Hammond.
- Wayne Sutry (stagione 2), interpretato da Brett Cullen.
- Christine Purcell (stagione 2), interpretata da Paige Turco.
- Finn Garrity (stagione 2), interpretato da Kevin Corrigan.
- Roger Kastle (stagioni 3, 5), interpretato da Michael Gaston.
- Curtis Gates (stagione 3), interpretato da Ben Shenkman.
- Marilyn Tobin (stagione 3), interpretata da Lily Tomlin.
- Nick Salenger (stagione 3), interpretato da Ebon Moss-Bachrach.
- Stuart Zedeck (stagione 3), interpretato da Dominic Chianese.
- Tessa Marchetti (stagione 3), interpretata da Vanessa Ray.
- Louis Tobin (stagione 3), interpretato da Len Cariou.
- Carol Tobin (stagione 3), interpretata da Ana Reeder.
- Danielle Marchetti (stagione 3), interpretata da Mädchen Amick.
- Rachel Tobin (stagione 3), interpretata da Reiko Aylesworth.
- Chris Sharp (stagione 3), interpretato da Darren Goldstein.
- Senzatetto (stagione 3), interpretato da Michael Laurence.
- Deb Shayes (stagione 3), interpretata da Jennifer Roszell.
- Alex Benjamin (stagione 3), interpretata da Tara Summers.
- Terry Brooke (stagione 3), interpretato da Craig Bierko.
- Julian Decker (stagione 3), interpretato da Keith Carradine.
- Albert Wiggins (stagione 3), interpretato da Bill Raymond.
- Carrie Parsons (stagione 3), interpretata da Miriam Sohr.
- Josh Reston (stagione 3), interpretato da Matthew Davis
- Christopher Sanchez (stagioni 4-5), interpretato da Chris Messina.
- Bill Herndon (stagioni 4-5), interpretato da Judd Hirsch.
- Maggie Huang (stagioni 4-5), interpretata da Li Jun Li.
- Angel Auroro (stagioni 4-5), interpretata da Adriane Lenox.
- Jake Stahl (stagioni 4-5), interpretato da Tim Guinee.
- Anthony "A.C." Carter (stagione 4), interpretato da Derek Webster.
- Sean Everett (stagione 4), interpretato da Bailey Chase.
- Jack Shaw (stagione 4), interpretato da David Pittu.
- Nasim Marwat (stagione 4), interpretata da Usman Ally.
- Dr. Baldwin (stagione 4), interpretato da Fisher Stevens.
- Jim Girotto (stagione 4), interpretato da Bruce Altman.
- Fidanzata di Jerry (stagione 4), interpretata da Rochelle Bostrom.
- Dean Gullickson (stagione 4), interpretato da Griffin Dunne.
- Naomi Walling (stagione 5), interpretata da Jenna Elfman.
- Kate Franklin (stagione 5), interpretata da Janet McTeer.
- Rutger Simon (stagione 5), interpretato da John Hannah.
- Waleed Cooper (stagione 5), interpretato da Gbenga Akinnagbe.
- Rachel Walling (stagione 5), interpretata da Alexandra Socha.
- Gitta Novak (stagione 5), interpretata da Gillian Alexy.
- Samurai Seven (stagione 5), interpretato da Bill Camp.
- Helmut Torben (stagione 5), interpretato da William Sadler.
- Bennett Herreshoff (stagione 5), interpretato da Victor Garber.
- Lyle Hewes (stagione 5), interpretato da M. Emmet Walsh.
- Bruce Davies (stagione 5), interpretato da David Gautreaux.

## Accoglienza
Fin dal primo episodio Damages è accolto da critiche entusiastiche: particolarmente apprezzate risultano le performance degli attori, i dialoghi, la non linearità temporale della trama, i temi trattati (aggiotaggio, insider trading, criminalità, omicidio), l'ambiguità che caratterizza ogni personaggio ed il fatto che non vi sia invece la scontata distinzione tra personaggi buoni e cattivi e i continui colpi di scena. La serie ottiene votazioni molto alte sia da parte dei critici che da parte del pubblico per tutte le stagioni di cui si compone. Sul sito IMDb riceve una votazione di 7.8/10 in base ad oltre 7 000 votazioni.
Damages  si classifica quindi come uno dei telefilm più acclamati ricevendo nomination ai più importanti premi come Golden Globe, Emmy Award, Screen Actors Guild Award, Satellite Award, Producers Guild of America Awards, Writers Guild of America Awards e Television Critics Association Awards. Interpretare l'avvocato Patty Hewes regala a Glenn Close un Golden Globe, 2 Emmy Awards e un Satellite Award.
L'episodio pilota registra 3.7 milioni di telespettatori che uniti agli ascolti delle repliche arrivano ad un totale di 5 milioni di telespettatori diventando uno degli episodi più visti e segnando un record di ascolti per la rete. Mentre la prima stagione ottiene buoni risultati, dalla seconda stagione gli ascolti iniziano a calare per poi stabilizzarsi, nonostante i consensi della critica, su ascolti più bassi attorno al milione di spettatori per episodio anche se grazie a repliche e registrazioni DVR il dato effettivo risulta essere maggiore.
Anche in Europa ed Italia Damages riceve un buon riscontro di pubblico e viene definito come un prodotto di qualità, robusto e dalla recitazione impeccabile, elogiate sono in particolare Glenn Close, definita splendida, agghiacciante e meravigliosa nei panni dell'avvocatessa spietata Patty Hewes come le performance del resto del cast e la struttura narrativa che caratterizza la serie.

## Riconoscimenti
- 2007 - Australian Film Institute
  - Miglior attrice Rose Byrne
- 2007 - Satellite Award
  - Nomination Miglior attrice - serie drammatica Glenn Close
- 2008 - Satellite Award
  - Nomination Miglior attrice - serie drammatica Glenn Close
  - Nomination Miglior attore non protagonista - serie drammatica Željko Ivanek
- 2008 - Emmy Awards
  - Miglior attrice - serie drammatica Glenn Close
  - Miglior casting - serie drammatica
  - Miglior attore non protagonista - serie drammatica Željko Ivanek
  - Nomination Miglior regia Allen Coulter
  - Nomination Miglior serie drammatica
  - Nomination Miglior attore non protagonista Ted Danson
  - Nomination Miglior sceneggiatura Todd A. Kessler, Glenn Kessler, Daniel Zelman
- 2008 - Golden Globe
  - Miglior attrice - serie drammatica Glenn Close
  - Nomination Miglior serie drammatica
  - Nomination Miglior attrice non protagonista Rose Byrne
  - Nomination Miglior attore non protagonista Ted Danson
- 2008 - Screen Actors Guild Award
  - Nomination Miglior attrice protagonista - serie drammatica Glenn Close
- 2008 - Writers Guild of America
  - Nomination Miglior nuova serie
- 2008 - Television Critics Association Awards
  - Nomination Individual Achievement in Drama Glenn Close
  - Nomination Outstanding New Program of the Year
- 2009 - Television Critics Association Awards
  - Nomination Individual Achievement in Drama Glenn Close
- 2009 - Casting Society of America
  - Miglior casting - serie drammatica
- 2009 - Emmy Awards
  - Miglior attrice - serie drammatica Glenn Close
  - Nomination Miglior serie drammatica
  - Nomination Miglior attore non protagonista William Hurt
  - Nomination Miglior attrice non protagonista Rose Byrne
  - Nomination Miglior guest actor Ted Danson
  - Nomination Miglior casting - serie drammatica
  - Nomination Miglior regia Todd A. Kessler
- 2009 - Producers Guild of America Awards
  - Nomination Miglior serie
- 2009 - Satellite Award
  - Miglior attrice - serie drammatica Glenn Close
  - Nomination Miglior serie drammatica
  - Nomination Miglior attore non protagonista Martin Short
  - Nomination Miglior attrice non protagonista Rose Byrne
- 2010 - Emmy Awards
  - Nomination Miglior attrice - serie drammatica Glenn Close
  - Nomination Miglior attore non protagonista Martin Short
  - Nomination Miglior attrice non protagonista Rose Byrne
  - Nomination Miglior guest actor Ted Danson
  - Nomination Miglior guest actress Lily Tomlin
- 2010 - Golden Globe
  - Nomination Miglior attrice non protagonista Rose Byrne
  - Nomination Miglior attrice protagonista Glenn Close
  - Nomination Miglior attore non protagonista William Hurt
- 2010 - Gracie Allen Awards
  - Gracie Award alla Miglior attrice - serie drammatica Glenn Close
- 2010 - Screen Actors Guild Award
  - Nomination Miglior attrice - serie drammatica Glenn Close
- 2011 - Screen Actors Guild Award
  - Nomination Miglior attrice - serie drammatica Glenn Close
- 2012 - Emmy Awards
  - Nomination Miglior attrice - serie drammatica Glenn Close
- 2012 - Screen Actors Guild Award
  - Nomination Miglior attrice - serie drammatica Glenn Close
- 2013 - Golden Globe
  - Nomination Miglior attrice Glenn Close

## Distribuzione
Il primo episodio è stato reso disponibile gratuitamente agli utenti dell'iTunes store inglese grazie alla BBC.
- Australia: Nine Network dal 16 settembre 2007
- Nuova Zelanda: TVNZ dal 7 novembre 2007
- Svezia: TV3 dal 3 gennaio 2008[22]
- Asia: AXN dall'8 gennaio 2008[23]
- Regno Unito: BBC One e BBC HD da gennaio 2008
- America Latina: AXN dal 12 febbraio 2008[24]
- Canada: Showcase dal 18 febbraio 2008
- Francia: Canal+, M6 (in chiaro) dal 28 febbraio 2008[25][26]
- Turchia: TNT da marzo 2008[27]
- Israele: Xtra HOT dal 13 marzo 2008
- Spagna: Canal+ dal 15 aprile 2008[28]
- Germania: Kabel eins (stagione 1), Sixx (stagioni 2-3), glitz* (stagioni 4-5) dal 21 aprile 2008[29]
- Italia: AXN, Canale 5, Top Crime dal 30 aprile 2008
- Hong Kong: ATV World dal 15 maggio 2008
- Portogallo: AXN dal 29 settembre 2008[30]
- Québec (Canada): Mystère/AddikTV, TVA (in chiaro) dal 12 novembre 2008[31][32]
- Ungheria: RTL Klub da gennaio 2009[33][34]
- Slovacchia: JOJ dal 5 luglio 2009[35]
- Polonia: AXN, Polsat dal 13 settembre 2009[36][37]
- Rep. Ceca: AXN, TV Nova (in chiaro) dal 6 ottobre 2009[35]
- Paesi Bassi: Fox Life dal 30 aprile 2011[38]

## Edizioni home video
| Stagione         | Uscita negli Stati Uniti | Uscita in Europa | Uscita in Italia |
| ---------------- | ------------------------ | ---------------- | ---------------- |
| Prima stagione   | 29 gennaio 2008          | 14 aprile 2008   | 4 novembre 2009  |
| Seconda stagione | 19 gennaio 2010          | 31 agosto 2009   | 17 novembre 2010 |
| Terza stagione   | 12 luglio 2011           | 18 ottobre 2010  | 5 giugno 2012    |
| Quarta stagione  | 26 giugno 2012           | 16 luglio 2012   | 21 maggio 2014   |
| Quinta stagione  | 16 luglio 2013           | 15 luglio 2013   | 8 ottobre 2014   |